# جون هاو
جون هاو (بالإنجليزية: John Howe)‏ (27 ديسمبر 1868 - 29 يوليو 1939 في أستراليا) هو لاعب كريكت أسترالي. لعب مع فريق تسمانيا للكريكت.

## وصلات خارجية
- جون هاو على موقع إي آس بي آن كريك إنفو (الإنجليزية)